# Werler Mirakelbuch
Das Werler Mirakelbuch ist eine Aktensammlung von beglaubigten Urkunden über angebliche Wunder, mit dem Titel Documenta notariala de miraculis (Notarielle Dokumente über Wunder).
Die 363-seitige Aktensammlung befindet sich im Archiv der Werler Wallfahrtsleitung.  Die handgeschriebenen Blätter berichten über Wunder, die auf Fürbitten der Gnadenmutter von Werl geschehen sein sollen. Diese Originalberichte in Latein oder Deutsch sind jeweils von einem Notar und/oder Pfarrer unterschrieben und von Zeugen beglaubigt. Teilweise sind sie mit Siegeln versehen.
Die Sammlung enthält Akten aus dem Zeitraum von 1661 bis 1863. Mit kirchlicher Billigung sind seit 1746 gelegentlich inhaltliche Wiedergaben veröffentlicht worden.

## Buchtitel der Veröffentlichungen
- Von den denkwürdigen und wunderbaren Gnaden, so sich bei dem fruchtbaren Ölbaume des Bildnisses mariä zu Werl verspüren lassen. (Werl 1746)
- Sieben Posaunenschall (Münster 1763)
- Das am 1. November 1661 von Soest nach Werl übertragene wunderthätige Gnadenbild der h. Mutter Gottes, eine Arche des Bundes (Werl, 1861)
- Maria, die Gnadenmutter von Werl (Werl, 1902)
- Sondernummer der Franziskus-Stimmen (1936), hier sind drei Gebetserhörungen wiedergegeben.
- Trivial ausgestaltete Auswahl aus dem Mirakelbuch ist das 1938 veröffentlichte Legendenbüchlein Von Krüppeln, Siechen und Betrübten von Kletus Kohorst (Werl 1938)

## Beispiel eines Berichtes aus dem Mirakelbuch, sprachlich überarbeitet
Wilhelm Bauermann aus der Pfarrei Wattenscheid war seit einigen Jahren dermaßen erblindet, daß er das helle Tageslicht nicht mehr erkennen konnte. nach vergeblicher Anwendung aller möglichen natürliche Mittel verlobte er sich im Monat Juli im Vertrauen auf göttliche Hilfe und die Fürbitte Mariä nach Werl zu dem seit 1761 bereits hundert Jahre daselbst verehrten wundertätigen Bildnis und ließ sich durch seine Frau dahin führen. Dort widerfuhr ihm die Gnade, nach einem ihn plötzlich überkommenden Schauder einigen Schimmer des Tageslichtes  sehen zu können; das nahm derart zu, daß er am Tage der Rückreise, ohne von jemandem geleitet zu werden, einen großen Teil des Weges allein zurücklegen konnte. Das bezeugten schriftlich der Apostolische Protonotar Franz Andreas Ahen und mehrere von diesem befragte Zeugen, unter letzteren der zeitige hochwürdige Pastor und der gewesene Bürgermeister von Steele und zeitige Kaiserliche Notar Philipp Hamann.